# Родькино (Мордовия)
Родькино — деревня Ковылкинского района Республики Мордовия в составе Большеазясьского сельского поселения. 

## География
Находится на расстоянии примерно 18 километров по прямой на северо-запад от районного центра города Ковылкино.

## История
Упоминалось с 1869 года, когда она была учтена как казенная деревня Краснослободского уезда из 10 дворов.

## Население
Постоянное население составляло 59 человек (мордва-мокша 100%) в 2002 году, 43 в 2010 году .